# 大学城北駅 (広州市)
大学城北駅（だいがくじょうきた-えき）は、中華人民共和国広東省広州市番禺区に位置する広州地下鉄4号線及び12号線の駅。

## 歴史
- 2005年12月26日：4号線の北亭駅として開業。
- 2006年5月：大学城北駅に改称[1]。
- 2025年6月29日：12号線の開業により乗り換え駅となる[2]。

## 駅構造
4号線は島式ホーム・単式ホーム2面3線の地下駅で、そのうち1線は緊急用で普段は使用されていない。ホームドア設置駅。
12号線は単式ホーム2面2線の地下駅です。大学城南方面行きホームは地下2階に、二沙島方面行きホームは地下3階に設置されています。これらの単式ホームは将来の島式ホームへの拡張が可能な設計で、追加される2線は12号線支線で使用される予定です。現在、拡張用のスペースは仮設壁で遮蔽されています。

### のりば
| 番線          | 路線     | 行先           |
| ------------- | -------- | -------------- |
| 地下2階ホーム |          |                |
| 1             | ■ 4号線  | 黄村方面       |
|               | ■ 4号線  | 緊急用         |
| 2             | ■ 4号線  | 南沙客運港方面 |
| 3             | ■ 12号線 | 大学城南方面   |
| 地下3階ホーム |          |                |
| 4             | ■ 12号線 | 二沙島方面     |

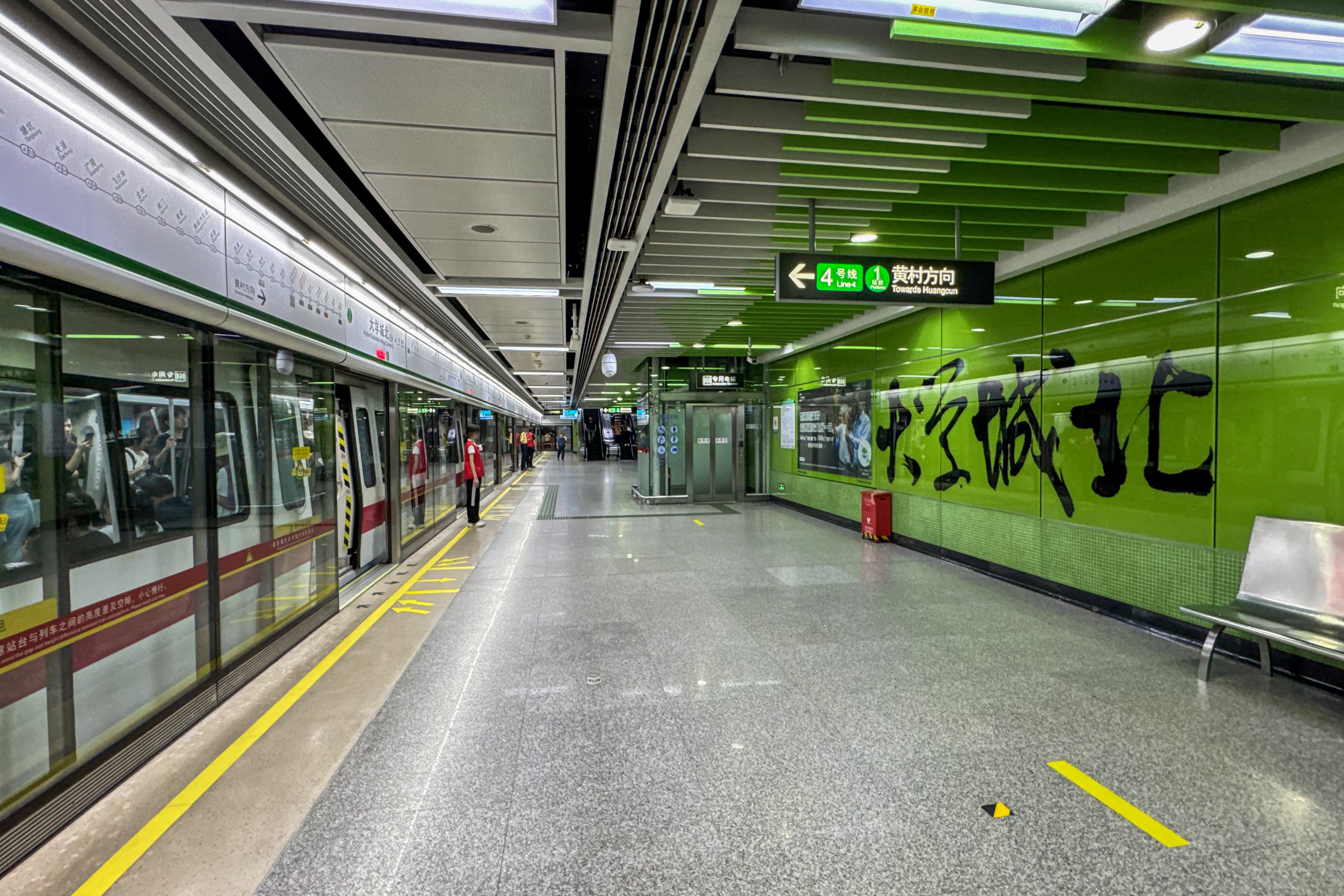
1番線ホーム
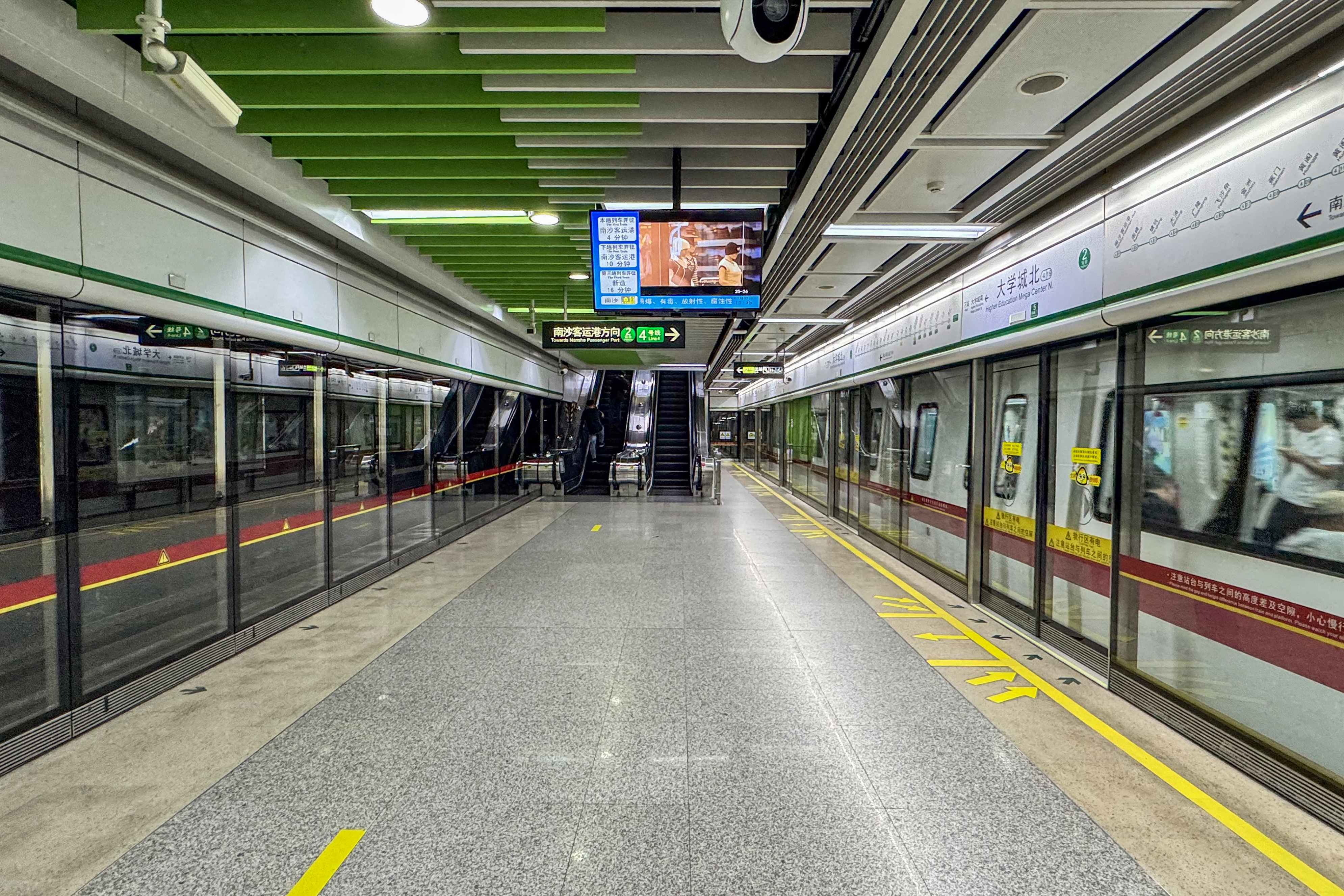
4号線2番線ホームと緊急用ホーム
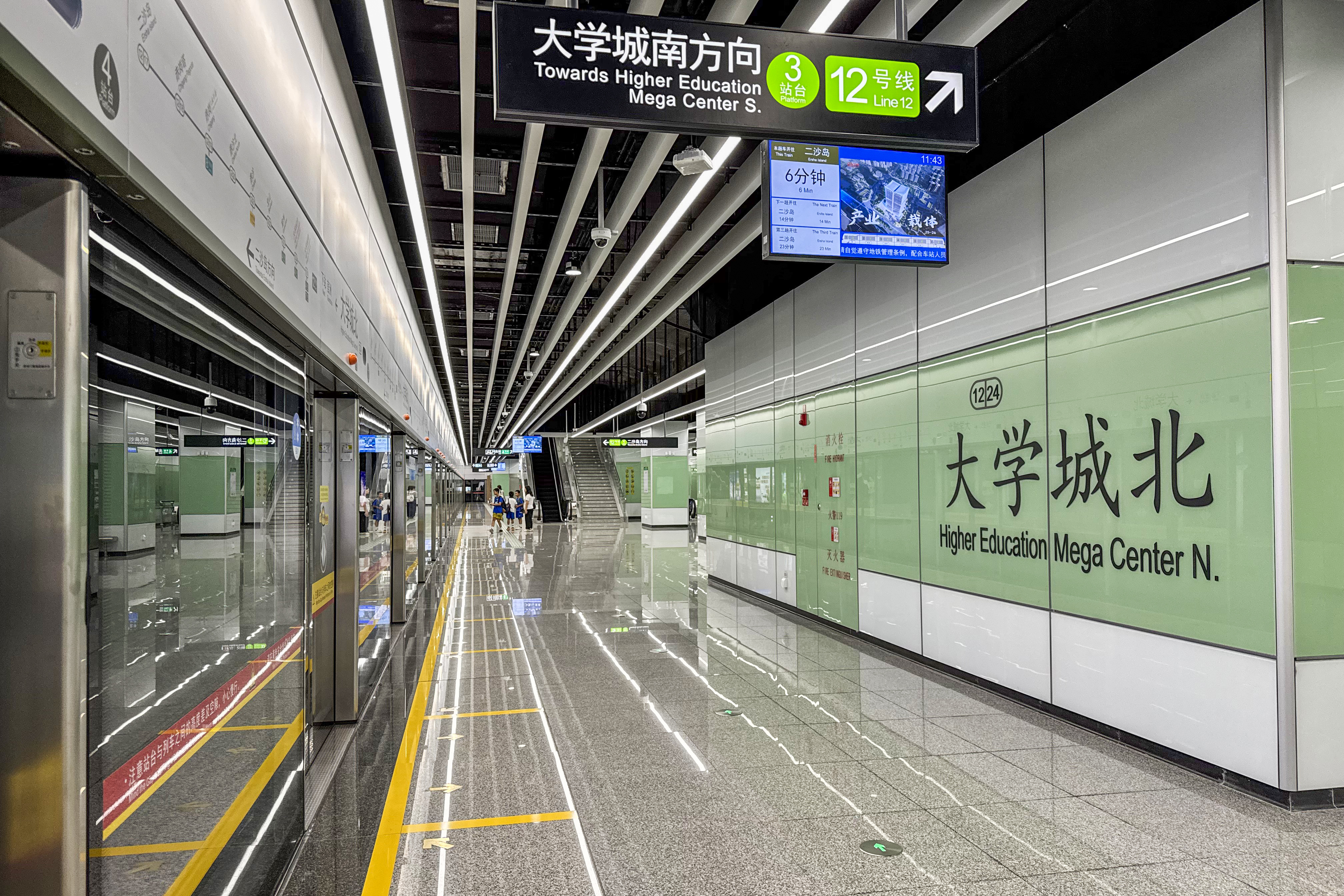
4番線ホーム
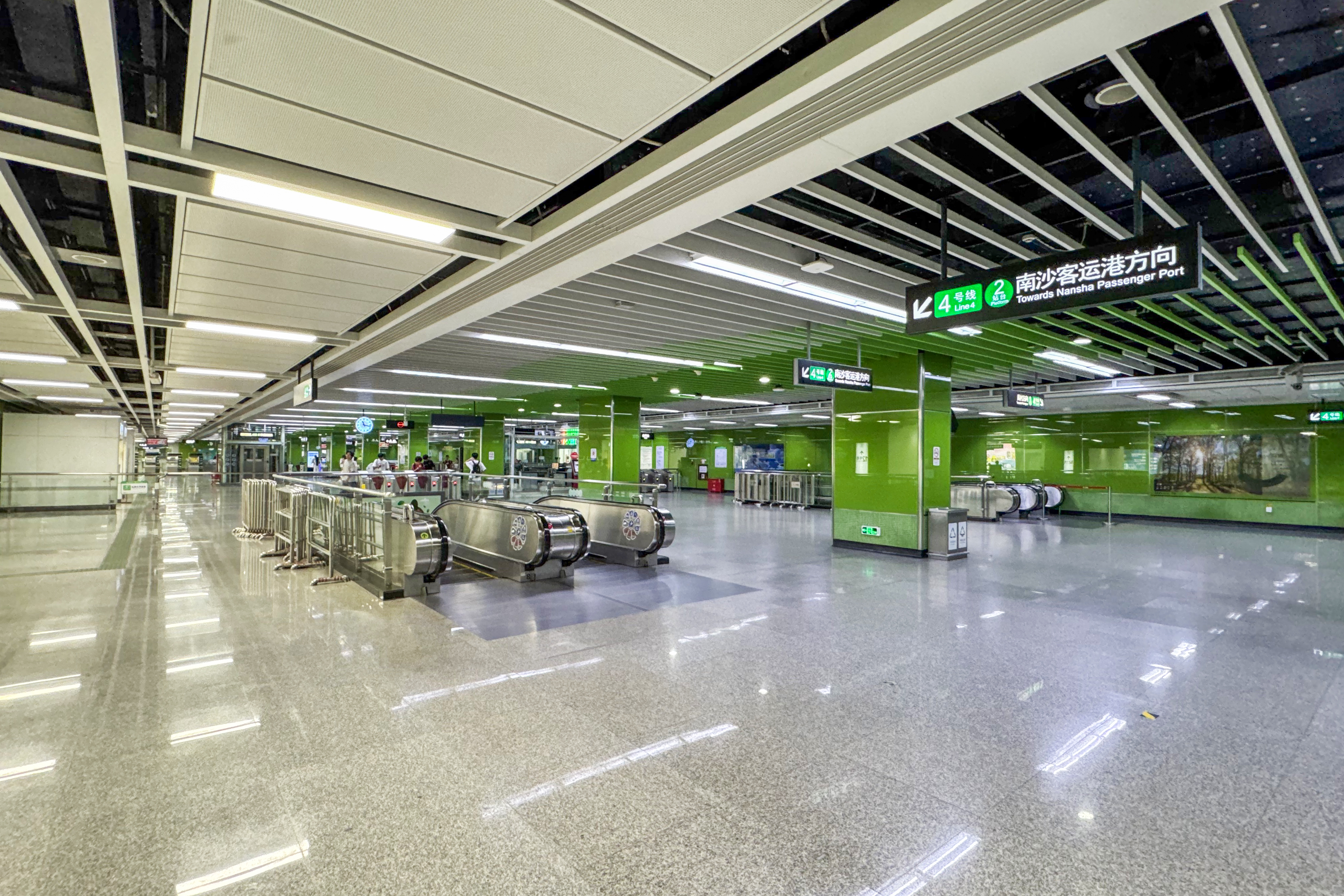
4号線コンコース
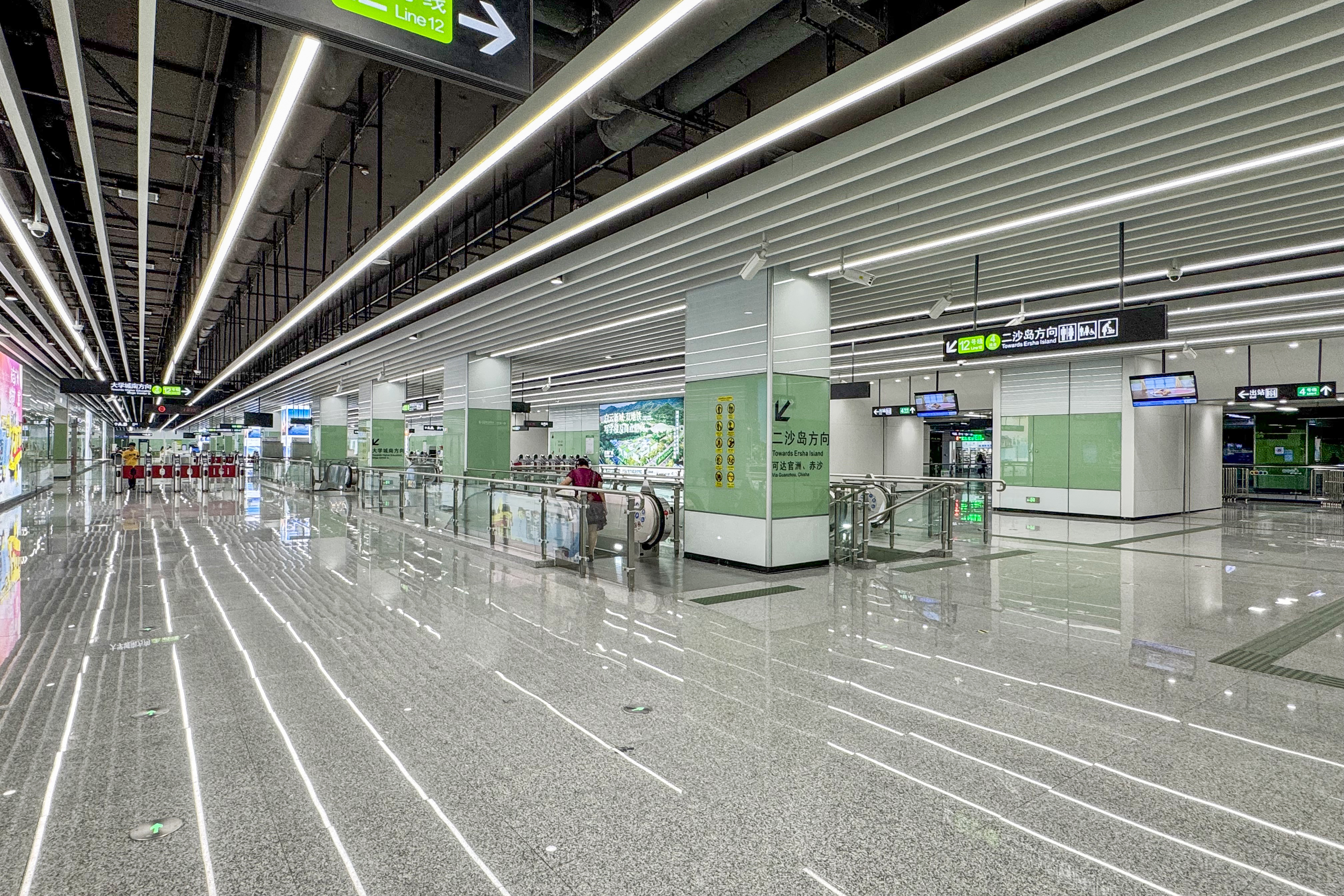
12号線コンコース

## 駅周辺
- 創景園
- 大学城佳苑
- 星海音楽学院（中国語版）
- 華南師範大学（中国語版）
- 広州大学附屬小学
- 智匯谷

## 隣の駅
広州地下鉄
■ 4号線
大学城南駅 418 - 大学城北駅 419 - 官洲駅 420
■ 12号線
官洲駅 1223 - 大学城北駅 1224 - 大学城南駅 1225